# Francesco Stringa

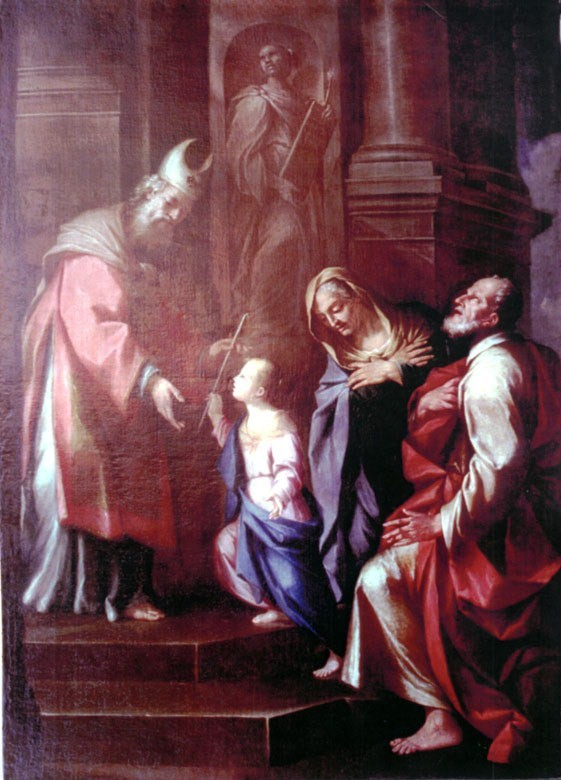
Apresentação da Virgen no Templo, Galleria Estense, Modena

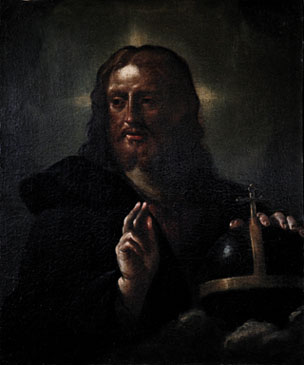
Redentor abençoando, Banca Popolare dell'Emilia Romagna

Francesco Stringa (Módena, 25 de agosto de 1635 - Modena, 7 de março de 1709), pintor italiano ativo durante o Barroco.

## Biografia
Estudou junto a Ludovico Lana. Em 1659 Stringa está ao serviço de Alfonso IV de Leste, sucedendo a Flaminio Torri como conservador das coleções de arte da família Este (1661). O conhecimento que este cargo lhe contribuiu lhe permitiram desenvolver um estilo às vezes caprichoso, caracterizado pelo uso de potentes efeitos de claroscuro, se convertendo numa alternativa às grandes figuras da pintura boloñesa daquela época, Lorenzo Pasinelli e Carlo Cignani.
Stringa acusou a influência de Mattia Preti, que trabalhou em Modena na década de 1650. Realizou diversos trabalhos em instituições religiosas da região, nos que mostra seu conhecimento da arte boloñés, em especial dos Carracci. Não deixou, no entanto, de trabalhar para os Leste, que lhe concederam diversas honras: foi eleito director da Accademia dei Pittura em 1672 e, em 1685, superintendente das Fabbriche Ducali.
Em 1674 começou uma importante série de decorações ao fresco no Palazzo Ducale de Modena, com a ajuda dle quadraturista Baldassarre Bianchi. Entre 1695 e 1696 trabalhou junto este último e Marcantonio Franceschini no mesmo palácio (Casamentos de Cupido e Psyché). Aqui seu estilo faz-se mais suave, provavelmente influído por uma recente estadia em Veneza (1693-1694). O uso da cor em obras posteriores confirmam este dado.
Entre seus alunos figuram Girolamo Donnini e Giacomo Zoboli. 

## Obras destacadas
- Frescos do Pantheon Atestinum (1663)
- Exaltación da Trinidad (Galleria Estense, Modena)
- Assunção da Virgen (1667-68, San Carlo, Modena)
- Trânsito da Virgen (1669, igreja do Voto, Modena)
- Morte de San José (1670, igreja do Voto, Modena)
- Cenas da Vida de San Mauro (San Adriano, Spilamberto)
- Martírio de San Andrés (San Adriano, Spilamberto)
- Redentor abençoando (Banca Popolare dell'Emilia Romagna)
- San Geminiano sustentado por anjos (Casinalbo)
- Virgen em Glória (San Silvestro, Nonantola)
- Apresentação da Virgen no Templo (Galeria Estense|Galleria Estense, Modena)
- Imaculada Concepção e santos (Capuccini, Vignola)
- Cristo e a samaritana (Cassa dei Risparmio, Modena)
- San Benito afugenta ao diabo (Cassa dei Risparmio, Modena)
- Susana e os velhos (Cassa dei Risparmio, Modena)
- Assunção da Magdalena (Cassa dei Risparmio, Modena)
- Crucifixión (c. 1675, Visitazione, Baggiovara, Modena)
- San Ubaldo liberta a um poseso (Santi Bartolomeo e Marinho, Rimini)
- Bienaventurados da Casa deste (1674, Palazzo Ducale, Modena), fresco.
- Casamentos de Cupido e Psyché (1695-96, Palazzo Ducale, Modena), fresco.
- Virgen com o Menino e San Antonio (1699, igreja do Voto, Modena)
- Frescos do Palácio Este em Scandiano (1702-07, perdidos).